# Cholina
Cholina (in tedesco Köllein) è un comune della Repubblica Ceca facente parte del distretto di Olomouc, nella regione di Olomouc.